# Holcoglossum sinicum
Holcoglossum sinicum är en orkidéart som beskrevs av Eric Alston Christenson. Holcoglossum sinicum ingår i släktet Holcoglossum och familjen orkidéer. Inga underarter finns listade i Catalogue of Life.